# Minh Khai, Bắc Từ Liêm
Minh Khai là một phường thuộc quận Bắc Từ Liêm, thành phố Hà Nội, Việt Nam.

## Địa lý
Phường Minh Khai nằm ở phía tây quận Bắc Từ Liêm, có vị trí địa lý:
- Phía đông giáp các phường Phúc Diễn và Phú Diễn
- Phía tây giáp phường Tây Tựu và quận Nam Từ Liêm
- Phía nam giáp quận Nam Từ Liêm
- Phía bắc giáp các phường Tây Tựu, Liên Mạc và Thụy Phương

Phường có diện tích 4,86 km², dân số năm 2013 là 36.709 người, mật độ dân số đạt 7.555 người/km².

## Lịch sử
Trước đây, Minh Khai là một xã thuộc huyện Từ Liêm cũ.

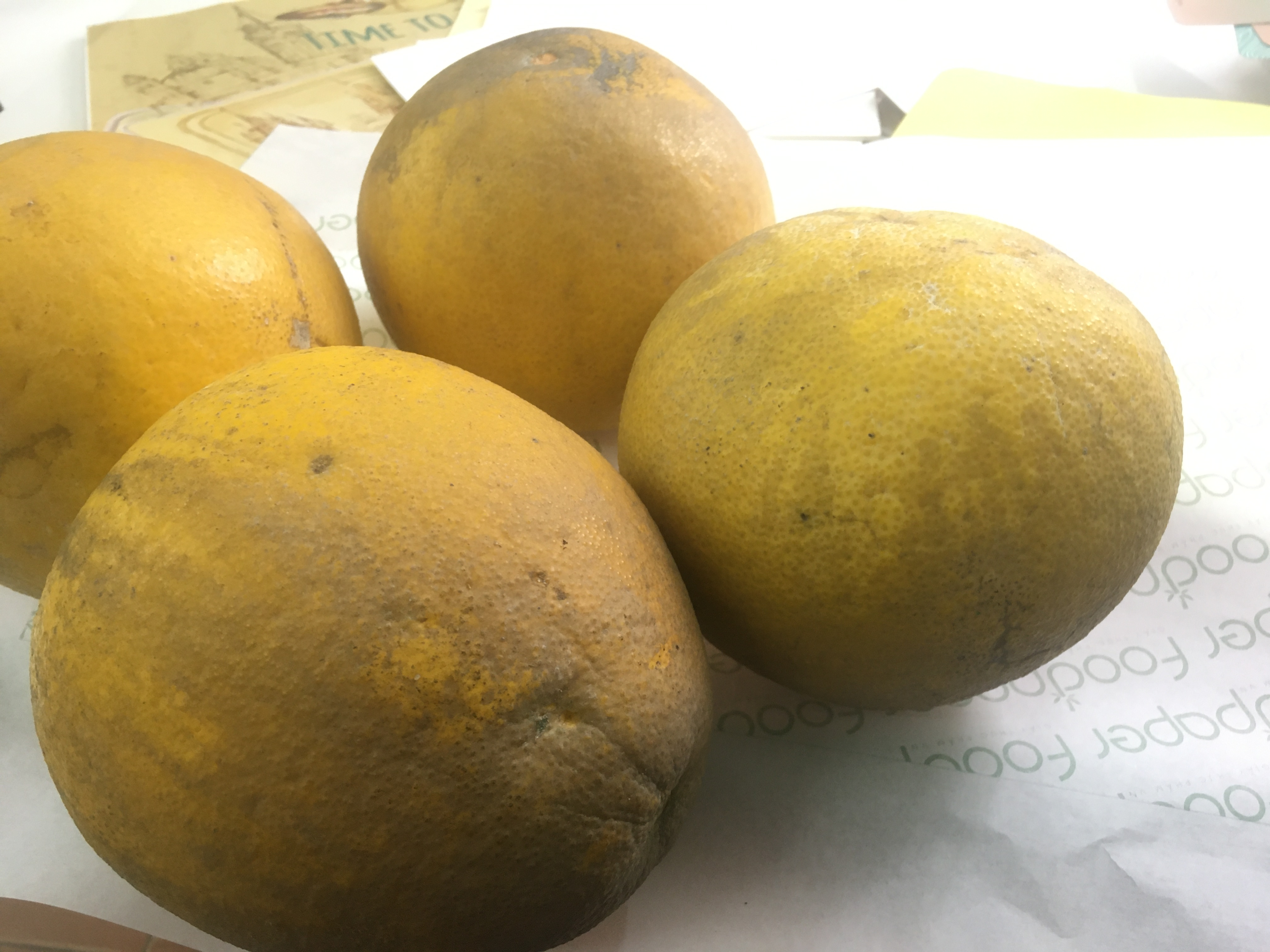
Bưởi Phú Diễn

Ngày 20 tháng 4 năm 1978, Bộ trưởng Phủ thủ tướng ban hành Quyết định 70-BT. Theo đó, hợp nhất hai xã Phú Diễn và Minh Khai thành xã Phú Minh.
Ngày 17 tháng 9 năm 1990, xã Phú Minh được chia lại thành hai xã Phú Diễn và Minh Khai.
Ngày 27 tháng 12 năm 2013, Chính phủ ban hành Nghị quyết số 132/NQ-CP. Theo đó, thành lập phường Minh Khai thuộc quận Bắc Từ Liêm trên cơ sở toàn bộ 485,91 ha diện tích tự nhiên và 36.709 người của xã Minh Khai.